# Golden Raspberry Awards 2006
De Golden Raspberry Awards 2006 was het 27e evenement rondom de uitreiking van de Golden Raspberry Awards. De uitreiking werd gehouden op 24 februari 2007 in het Ivar Theatre in Hollywood, Californië voor de slechtste prestaties binnen de filmindustrie van 2006.
De eerste plaats was voor de film Basic Instinct 2, die 4 Razzies won. De films met de meeste nominaties waren Basic Instinct 2 en Little Man met zeven nominaties. Dit jaar werd de prijs voor Slechtste Remake of Vervolg gedeeld in twee aparte prijzen: Slechtste Vervolg of Prequel en Slechtste Remake of Rip-off.

## Genomineerden en winnaars
| "Winnaar"* |

| Categorie                                                                                               | Nominaties |
| --- | ---------- |
| Slechtste film                                                                                          |            |
| Basic Instinct 2 (Sony/Columbia)                                                                        |            |
| BloodRayne (Romar Entertainment)                                                                        |            |
| Lady in the Water (Warner Bros.)                                                                        |            |
| Little Man (Sony/Revolution)                                                                            |            |
| The Wicker Man (Warner Bros.)                                                                           |            |
| Slechtste acteur                                                                                        |            |
| Marlon Wayans en Shawn Wayans in Little Man                                                             |            |
| Larry the Cable Guy (Dan Whitney) in Larry the Cable Guy: Health Inspector                              |            |
| Nicolas Cage in The Wicker Man                                                                          |            |
| Tim Allen in The Santa Clause 3: The Escape Clause, The Shaggy Dog and Zoom                             |            |
| Rob Schneider in The Benchwarmers and Little Man                                                        |            |
| Slechtste actrice                                                                                       |            |
| Sharon Stone in Basic Instinct 2                                                                        |            |
| Hilary Duff and Haylie Duff in Material Girls                                                           |            |
| Jessica Simpson in Employee of the Month                                                                |            |
| Kristanna Loken in BloodRayne                                                                           |            |
| Lindsay Lohan in Just My Luck                                                                           |            |
| Slechtste mannelijke bijrol                                                                             |            |
| M. Night Shyamalan in Lady in the Water                                                                 |            |
| Ben Kingsley in BloodRayne                                                                              |            |
| Danny DeVito in Deck the Halls                                                                          |            |
| David Thewlis in Basic Instinct 2 and The Omen 666                                                      |            |
| Martin Short in The Santa Clause 3: The Escape Clause                                                   |            |
| Slechtste vrouwelijke bijrol                                                                            |            |
| Carmen Electra in Date Movie and Scary Movie 4                                                          |            |
| Jenny McCarthy in John Tucker Must Die                                                                  |            |
| Kate Bosworth in Superman Returns                                                                       |            |
| Kristin Chenoweth in Deck the Halls, The Pink Panther and RV                                            |            |
| Michelle Rodriguez in BloodRayne                                                                        |            |
| Slechtste filmkoppel                                                                                    |            |
| Shawn Wayans en óf Kerry Washington óf Marlon Wayans in Little Man                                      |            |
| Hilary en Haylie Duff in Material Girls                                                                 |            |
| Nicolas Cage en zijn berenpak in The Wicker Man                                                         |            |
| Sharon Stone's scheve borsten in Basic Instinct 2                                                       |            |
| Tim Allen en Martin Short in The Santa Clause 3: The Escape Clause                                      |            |
| Slechtste remake of rip-off                                                                             |            |
| Little Man (Sony/Revolution; rip-off van de Bugs Bunny cartoon Baby Buggy Bunny uit 1954)               |            |
| Poseidon (Warner Bros.)                                                                                 |            |
| The Pink Panther (Sony/Columbia)                                                                        |            |
| The Shaggy Dog (Disney)                                                                                 |            |
| The Wicker Man (Warner Bros.)                                                                           |            |
| Slechtste vervolg of prequel                                                                            |            |
| Basic Instinct 2 (Sony/Columbia)                                                                        |            |
| Big Momma's House 2 (Fox)                                                                               |            |
| Garfield: A Tail of Two Kitties (Fox)                                                                   |            |
| The Santa Clause 3: The Escape Clause (Disney)                                                          |            |
| The Texas Chainsaw Massacre: The Beginning (New Line)                                                   |            |
| Slechtste regisseur                                                                                     |            |
| M. Night Shyamalan voor Lady in the Water                                                               |            |
| Keenen Ivory Wayans voor Little Man                                                                     |            |
| Michael Caton-Jones voor Basic Instinct 2                                                               |            |
| Ron Howard voor The Da Vinci Code                                                                       |            |
| Uwe Boll voor BloodRayne                                                                                |            |
| Slechtste scenario                                                                                      |            |
| Basic Instinct 2, scenario van Leora Barish en Henry Bean, gebaseerd op de personages van Joe Eszterhas |            |
| BloodRayne, scenario van Guinevere Turner, gebaseerd op het computerspel                                |            |
| Lady in the Water, geschreven door M. Night Shyamalan                                                   |            |
| Little Man, geschreven door Keenen Ivory Wayans, Marlon Wayans and Shawn Wayans                         |            |
| The Wicker Man, scenario bewerkt door Neil LaBute van het originele scenario van Anthony Schaffer       |            |
| Worst Excuse for Family Entertainment                                                                   |            |
| RV (Sony/Columbia)                                                                                      |            |
| Deck the Halls (Fox)                                                                                    |            |
| Garfield: A Tail of Two Kitties (Fox)                                                                   |            |
| The Santa Clause 3: The Escape Clause (Disney)                                                          |            |
| The Shaggy Dog (Disney)                                                                                 |            |

1980 ·
1981 ·
1982 ·
1983 ·
1984 ·
1985 ·
1986 ·
1987 ·
1988 ·
1989 ·
1990 ·
1991 ·
1992 ·
1993 ·
1994 ·
1995 ·
1996 ·
1997 ·
1998 ·
1999 ·
2000 ·
2001 ·
2002 ·
2003 ·
2004 ·
2005 ·
2006 ·
2007 ·
2008 ·
2009 ·
2010 ·
2011 ·
2012 ·
2013 ·
2014 ·
2015 ·
2016 ·
2017 ·
2018 ·
2019 ·
2020 ·
2021 ·
2022 ·
2023 ·
2024